# Thalberg (Wegscheid)
Thalberg ist ein Ortsteil des Marktes Wegscheid im niederbayerischen Landkreis Passau. 

## Lage
Die Streusiedlung Thalberg liegt auf der Wegscheider Hochfläche, etwa sechs Kilometer nördlich von Wegscheid an der Staatsstraße 2130, von der hier die Kreisstraße PA 46 abzweigt.

## Geschichte
Der Name Thalberg taucht erstmals in den Taufbüchern der Pfarrei Wegscheid im 17. Jahrhundert auf. 1668 gab der Passauer Fürstbischof Wenzeslaus von Thun die sogenannte Neue Welt zwischen dem Friedrichsberg und dem Dreisessel zur Besiedelung frei. Die Siedler erwirtschafteten den Lebensunterhalt aus den kargen Erträgen der Landwirtschaft, aus der Waldarbeit, der Weberei und dem Flachsanbau, der von den Fürstbischöfen gefördert wurde. Die weitläufigen Streusiedlungen wurden zunächst unter dem Namen Wenzelsreuth zusammengefasst, erst allmählich kristallisierten sich daraus größere Ortschaften wie Breitenberg, Thalberg und Gollnerberg heraus. 1788 zählte man in Thalberg einschließlich Friedrichsberg und Mitterkrotzen 44 Anwesen, das Gebiet unterstand dem Amt Wenzelsreuth des Landgerichtes Wegscheid.
Nach der Säkularisation und Übergang der Neuen Welt in das Königreich Bayern wurde im Gefolge des Edikts von 1818 die Gemeinde Thalberg formiert. Ursprünglich 45 Einödhäuser auf der Grundlage des gleichnamigen Steuerdistrikts, kamen weitere selbstständige Siedlungen hinzu oder wurden zugewiesen. Thalberg wurde 1904 Expositur und 1920 eigenständige Pfarrei. 1952 umfasste die Gemeinde Thalberg im Landkreis Wegscheid die Ortsteile Draxlweg, Hangerleiten, Hirschenberg, Kohlstatt, Mühldemmelberg, Oppenberg, Riendlhäuser, Stinglwiese, Stüblhäuser sowie Thalberg mit Friedrichsberg und Mitterkrotzen. 1964 wurde in Thalberg eine moderne Volksschule errichtet. Sie wurde 1971 ein Teil der Volksschule Breitenberg und besteht als solche bis heute. 
Thalberg war eine Gemeinde mit den Ortsteilen Draxlweg, Friedrichsberg, Hangerleiten, Hirschenberg, Kohlstatt, Mitterkratzen, Mühldemmelberg, Oppenberg, Riendlhäuser, Stinglwiese und Stüblhäuser. Im Zuge der Gebietsreform wurde sie mit Wirkung vom 1. Juli 1972 aufgelöst und in den Markt Wegscheid eingegliedert.

## Sehenswürdigkeiten
- Pfarrkirche Maria Unbefleckte Empfängnis. Sie wurde 1893 im neuromanischen Stil von Johann Baptist Schott erbaut.
- Aussichtsturm Friedrichsberg
- In der Liste der Baudenkmäler in Wegscheid sind für Thalberg drei Baudenkmäler aufgeführt.

## Bildung und Erziehung
- Schulhaus Thalberg der Volksschule Breitenberg

## Vereine
- Bayerwaldkapelle Thalberg
- Freiwillige Feuerwehr Thalberg. Sie besteht seit 1911.
- Katholischer Frauenbund Thalberg
- Jagdgenossenschaft Thalberg
- Soldaten- und Kriegerverein Thalberg